# Plešivec (Krkonoše)
Plešivec (německy Plechkamm) je hora v Krkonoších na západní rozsoše Lysé hory a Kotle, 4 km východo-jihovýchodně od Harrachova. Zalesněno smrkem, místy paseky s borůvkami. Na vrcholu geodetický bod.

## Vedlejší vrchol
Asi 400 m východně od hlavního vrcholu se nachází vedlejší vrchol, pojmenovaný autory projektu Tisícovky Čech, Moravy a Slezska jako Plešivec - V vrchol (1196 m, souřadnice 50°45′33″ s. š., 15°29′12″ v. d.), s vrcholovou skalkou a částečnými výhledy.

## Přístup
Na žádný z obou vrcholů nevede značená turistická cesta, ale Plešivec leží ve III. zóně KRNAP a je tedy přístupný. Nejjednodušší je přístup od východu po hřebenové pěšině ze sedla s Lysou horou, která přechází přes oba vrcholy. Do sedla vede žlutě značená cesta mezi rozcestími Krakonošova snídaně a Ručičky.